# Sacculiphallus rotundatus
Sacculiphallus rotundatus är en insektsart som beskrevs av Sigfrid Ingrisch 1998. Sacculiphallus rotundatus ingår i släktet Sacculiphallus och familjen vårtbitare. Inga underarter finns listade i Catalogue of Life.